# Obres de Gaudí per a la Congregació de Jesús-Maria
L'arquitecte Antoni Gaudí va realitzar diverses obres per a la Congregació de Jesús-Maria als inicis de la seva carrera. Entre 1879 i 1881, va realitzar a Sant Andreu de Palomar la decoració de la capella de la Congregació —actualment església de Sant Pacià—, on va dissenyar l'altar, la custòdia, el mosaic del paviment i la il·luminació, així com el mobiliari del col·legi. Per a aquestes mateixes religioses es va encarregar de la decoració de la capella del Col·legi de Jesús-Maria de Tarragona (1880-1882), on va realitzar l'altar, l'ostensori i el cadirat del cor.

## Història i descripció

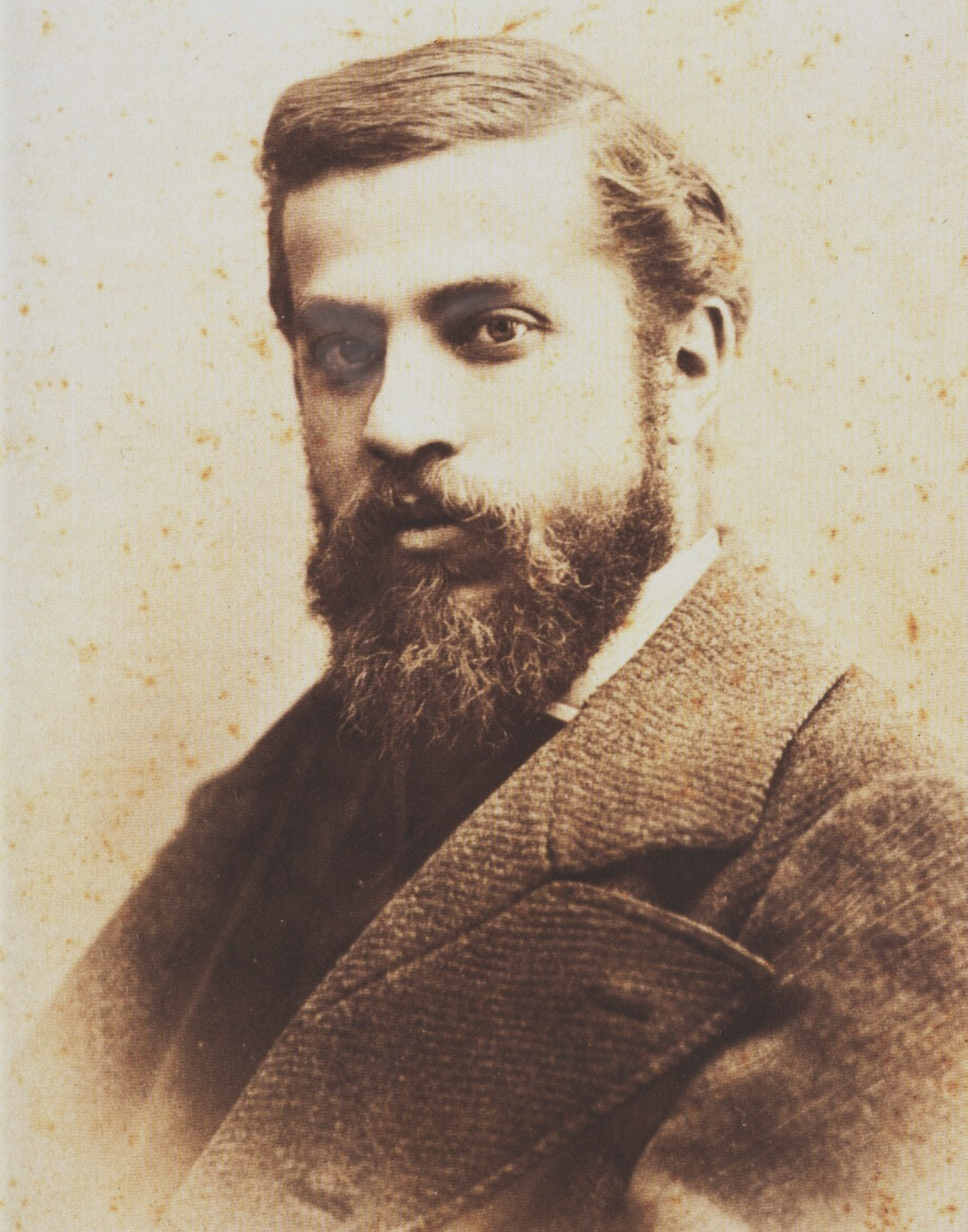
Antoni Gaudí

### Arquitecte
Antoni Gaudí (Reus o Riudoms, 1852-Barcelona, 1926) va cursar arquitectura a l'Escola de la Llotja i a l'Escola Tècnica Superior d'Arquitectura de Barcelona, on es va graduar el 1878. Una vegada obtingut el títol d'arquitecte, els seus primers treballs van ser uns fanals per a la plaça Reial, el projecte de Quioscos Girossi, la vitrina per a la Guanteria Esteban Comella i el mobiliari per a la capella-panteó del Palau de Sobrellano a Comillas (Cantàbria), tots del mateix any de la seva graduació, així com la Cooperativa Obrera Mataronesa (1878-1882), que va ser el seu primer encàrrec important, encara que no es va arribar a materialitzar en el seu conjunt, ja que només es va construir una nau. Les seves següents realitzacions van ser el mobiliari de la Farmàcia Gibert (1879) i les obres per a la Congregació de Jesús-Maria (1879-1882).

### Congregació de Jesús-Maria
La Congregació de Religioses de Jesús-Maria (Congregatio Religiosarum Iesu et Mariae, sigles R.J.M.) va ser fundada el 1818 per Claudine Thévenet (Lió, 1774-1837), amb l'objectiu principal d'atorgar una educació cristiana als joves, especialment els més pobres i vulnerables. Thévenet va perdre als seus germans en la Revolució Francesa, la qual cosa li va fer encaminar-se a l'assistència als més joves per a mitigar les seves misèries, amb l'opinió que la principal causa del sofriment del poble era la ignorància de Déu. El 1818 va fundar a la seva ciutat natal una congregació religiosa encaminada a l'educació de nenes pobres. Se'ls proporcionava tant una educació primària com religiosa, així com formació laboral per a llaurar-se un avenir. Encara que el seu objectiu principal eren les classes desfavorides, també va fundar un pensionat per a nenes de classes acomodades. La Congregació es va anar estenent cap a altres països, arribant a comptar en l'actualitat amb 180 comunitats repartides pels cinc continents. El 1993 va ser canonitzada per Joan Pau II.
A l'Estat espanyol, la primera fundació va ser el 1850 a Sant Andreu de Palomar, en aquells dies un municipi independent, agregat a Barcelona el 1897. Des d'aquí es va expandir per Tarragona, València, Oriola, Alacant, Múrcia, Azpeitia, Madrid, Saragossa, Burgos, Jerez de la Frontera, Granada, Badalona i Sevilla.

### Sant Andreu de Palomar

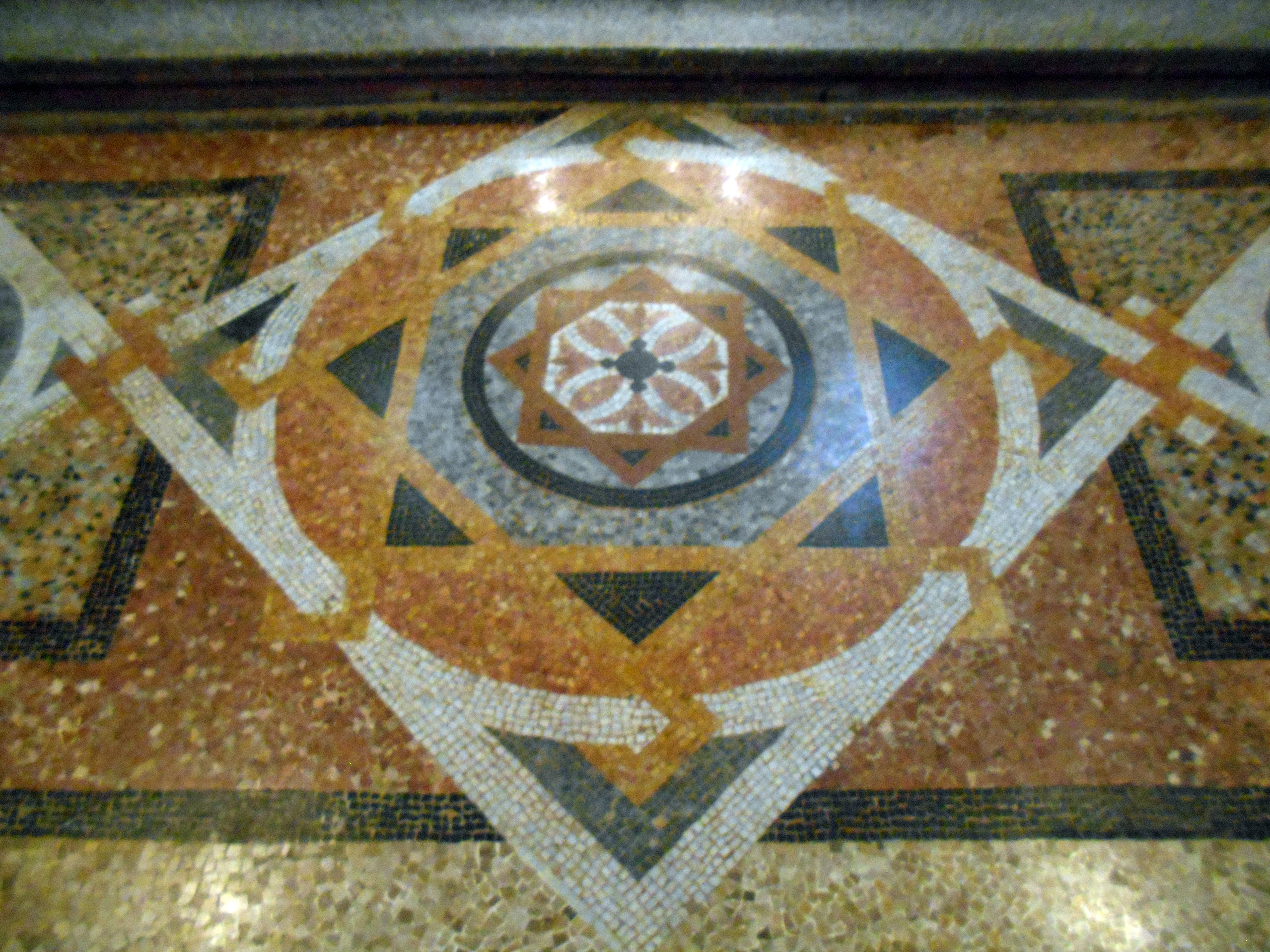
Mosaic de l'església de Sant Pacià

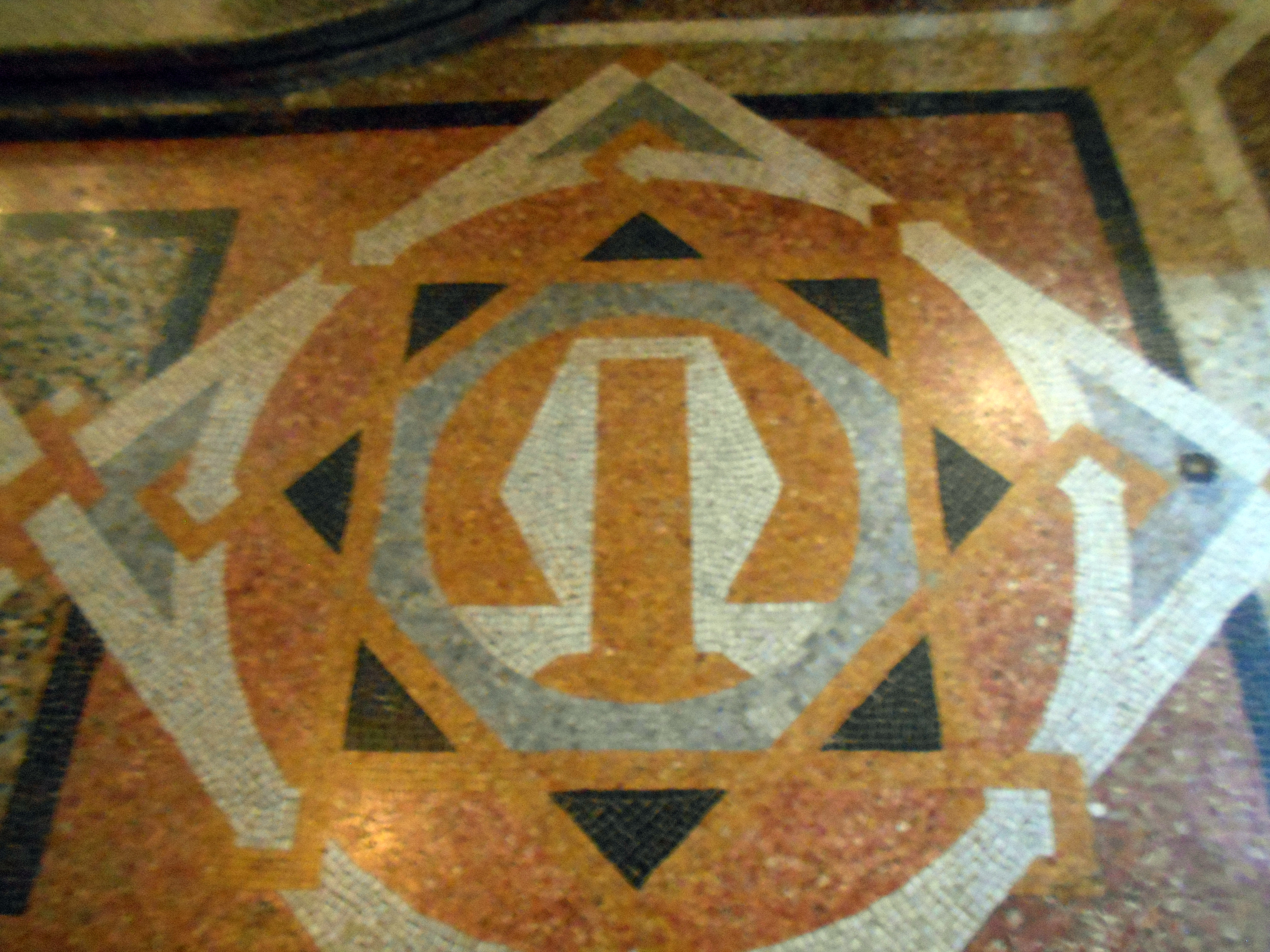
Mosaic amb la lletra grega omega de l'església de Sant Pacià

El 1876 van encarregar a l'arquitecte Joan Torras i Guardiola una capella per al col·legi —actual església de Sant Pacià—, situada al carrer de Sant Jaume (actualment del Vallès), 40. Va ser construïda entre aquesta data i 1881, quan va ser consagrada. És una església d'estil neogòtic, de nau única, amb voltes ogivals nervades, murs de maçoneria entre contraforts amb alts finestrals, presbiteri poligonal, cor i campanar. El 1890, les monges de Jesús-Maria van vendre l'església als maristes. Incendiada el 1909 durant la Setmana Tràgica, els maristes van vendre la finca i l'església va ser utilitzada com a magatzem de gra, fins que el 1923 va ser comprada pel Bisbat de Barcelona, que la va consagrar a sant Pacià. Durant la Guerra Civil va ser usada com a menjador popular. Des de llavors és una parròquia de l'Arxiprestat de Sant Andreu.
Joan Torras va ser un dels mestres de Gaudí durant la seva formació, motiu pel qual probablement va rebre l'encàrrec de completar la decoració de l'església. Existia també un vincle personal, ja que la neboda de l'arquitecte, Rosa Egea Gaudí, era alumna al Col·legi de Jesús-Maria de Tarragona. Gaudí va realitzar diverses intervencions a l'església i el col·legi: en la primera va dissenyar l'altar, la custòdia, el mosaic del paviment i la il·luminació; en el col·legi va ser artífex del mobiliari. La majoria d'aquestes obres es van perdre a l'incendi del 1909, del qual només va subsistir el mosaic; també es conserven les abraçadores dels aparells d'il·luminació, que havien estat anteriorment traslladades per les monges a un altre col·legi. De l'altar se sap que era d'estil gòtic i la custòdia d'estil romà d'Orient, però no es tenen més detalls. El mosaic és una obra d'opus tessellatum, realitzada probablement pel mosaiquista italià Luigi Pellerin, autor del mosaic del vestíbul de l'església de les Saleses, obra de Joan Martorell —un altre dels mestres de Gaudí— en la qual va intervenir Gaudí com a ajudant. El mosaic està format per petites peces de marbre, unides per morter de calç. En la nau i el presbiteri té motius geomètrics, mentre que en el creuer figuren diverses lletres: J i M, per Jesús i Maria; i Α i Ω (alfa i omega), la primera i última lletres de l'alfabet grec, que en l'àmbit cristià es corresponen a la simbologia del principi i la fi, identificats amb Jesucrist o Déu. Aquest paviment va ser restaurat el 1986 per Lluís Bru, la intervenció del qual va ser inaugurada el 1989 pel cardenal Narcís Jubany.
Les monges de Jesús-Maria es van traslladar de Sant Andreu de Palomar a Sant Gervasi de Cassoles, un altre municipi del Pla de Barcelona que va ser agregat a la Ciutat Comtal el 1897. El Col·legi de Jesús-Maria de Sant Gervasi va ser construït entre 1892 i 1897 per Enric Sagnier, en estil neogòtic. Encara que Gaudí no hi va intervenir directament, algunes de les seves obres per a Sant Andreu van ser portades per les monges a aquest col·legi, on encara romanen: es tracta de diversos mobles, així com les abraçadores elèctriques que van traslladar les monges. Són quatre aplicacions de fusta daurada la part superior de la qual té forma de drac alat amb una serp enroscada al coll, la boca oberta del qual serveix de portalàmpades.

### Tarragona
Les religioses de Jesús-Maria van obrir un nou col·legi a Tarragona el 1857, en un edifici conegut com a Casa Foixà, al carrer dels Cavallers. Com aquest edifici se'ls va quedar petit, entre 1861 i 1866 van construir un de nou al carrer Méndez Núñez. Finalment, entre 1878 i 1879 van construir una capella —dedicada a la Mare de Déu del Sagrat Cor—, per a la qual es va demanar de nou la intervenció de Gaudí en el mobiliari i la decoració, elaborats entre 1880 i 1882. L'arquitecte va realitzar l'altar, l'ostensori i el cadirat del cor, dels quals només es conserva el primer, ja que la resta va ser destruïda en un incendi el 1936, a l'inici de la Guerra Civil. L'altar és de marbre blanc italià i la seva part frontal —o antependi— d'alabastre. Presenta quatre columnes amb capitells de motius florals, així com quatre medallons en el frontal de l'ara, amb quatre creus gregues de formaa lanceolada; als intercolumnis hi ha alt relleus amb figures d'àngels, dos orant i un altre sostenint una creu patent, amb fons de cristall de color blau amb estrelles daurades. La taula de l'altar tenia una predel·la amb un sagrari al centre, que van desaparèixer en l'incendi de 1936.
L'ostensori es trobava al fons del presbiteri, en un nivell superior, al que s'accedia per unes escales situades a cada costat de l'altar, amb forma de ventall. Se situava sobre una columna d'alabastre, amb un àbac de forma octogonal. Va ser elaborat per Eudald Puntí, un ebenista col·laborador habitual de Gaudí. Era de fusta daurada, amb una curta columna troncocònica sobre la qual se situava el cos cilíndric de l'ostensori, amb portes en dues fulles decorades amb motius florals i coronat amb una cúpula parabòlica, decorada amb uns quadrats embolicats de rosaris i un botó al centre de cada quadrat, així com el colom de l'Esperit Sant al centre de la cúpula, amb les ales desplegades; sobre la cúpula es trobava una rematada formada per quatre volutes sobre les quals se situaven tres corones superposades i una esfera amb una creu grega. L'ostensori tenia dos travessers laterals amb quatre plaques situades una en cada cantonada, amb els símbols del Tetramorf, així com un àngel tenant en cada columna vertical, en posició genuflexa; rematava cada columna vertical un medalló amb les inicials JM, de Jesús-Maria. Aquest ostensori va ser reconstruït el 1939 per Ferran de Castellarnau Espina, dibuixant i decorador, seguint el model original de Gaudí —gràcies a les fotografies conservades—, encara que amb una cúpula semiesfèrica en comptes de parabòlica.
La capella va ser restaurada entre 1969 i 1971 i adaptada a la reforma litúrgica sorgida del Concili Vaticà II, moment en què l'altar va ser traslladat des del fons del presbiteri dos metres cap endavant, amb la finalitat que l'oficiant pogués donar missa de cara als fidels. També es va col·locar un llum fluorescent per a la seva il·luminació. La reforma va ser efectuada per l'arquitecte Joan Bassegoda i Nonell.